# Curcuma longa
La cúrcuma o turmérico (Curcuma longa) es una planta herbácea de la familia de las zingiberáceas nativa del suroeste de la India.

## Descripción
La cúrcuma es una planta perenne herbácea, que alcanza una altura de hasta un metro. Con rizomas muy ramificados, de color amarillo a naranja, cilíndricos y aromáticos. Las hojas están dispuestas en dos filas. Se dividen en vaina de la hoja, pecíolo y lámina de la hoja. A partir de las vainas, se forma un tallo falso. El pecíolo es 50 a 115 cm de largo. Las láminas foliares simples suelen ser de una longitud de 76 a 115 cm aunque raramente pueden alcanzar hasta 230 cm. Tienen una anchura de 38 a 45 cm y son oblongas hasta el estrechamiento elíptico en el ápice.
Las flores hermafroditas son zigomorfas y triples. Los tres sépalos de 0,8 a 1,2 cm de largo, están fusionados, son de color blanco, tienen pelos suaves y los tres dientes del cálices son desiguales. Los tres pétalos amarillos brillantes se funden en una corola en forma de tubo de hasta 3 cm de largo. Los tres lóbulos de la corola tienen una longitud de 1 a 1,5 cm, triangulares y con el extremo superior suavemente espinoso, si bien el lóbulo medio es más grande que los dos laterales. Solo el estambre mediano del círculo interior es fértil. La bolsa de polvo es impulsado en su base. Todos los demás estambres se convierten en estaminodios. Los estaminodios exteriores son más cortos que el labelo, que se presenta de color amarillento con una cinta amarilla en su centro y de forma obovada, con una longitud de 1,2 a 2 cm. El fruto, en forma de cápsula, se abre con tres compartimentos.

## Distribución y hábitat
Está adaptada a zonas cálidas húmedas. Se puede encontrar desde Polinesia y Micronesia hasta el sudeste asiático. Necesita temperaturas de entre 20 y 30 °C y una considerable pluviosidad para prosperar. Sangli, una ciudad en el sur de la India, es uno de los mayores productores de esta planta. Se cultiva por sus rizomas, que se emplean como especia.

## Propiedades
El extracto de esta planta es utilizado como colorante alimentario de dos formas: como cúrcuma (extracto crudo), catalogado con el código alimentario de la Unión Europea como E-100ii, muestra un color amarillo y se extrae de la raíz de la planta; y como curcumina (estado purificado o refinado); ambos estados denominados en general como cúrcuma.[cita requerida]
La cúrcuma es uno de los ingredientes del curry en la gastronomía de la India y aporta un color amarillo intenso característico, procedente de la raíz de la planta —este amarillo es igual de intenso independientemente de si la planta se emplea fresca o seca—. Es muy poco estable en presencia de la luz, pero se puede mejorar su estabilidad añadiendo zumos cítricos.[cita requerida]

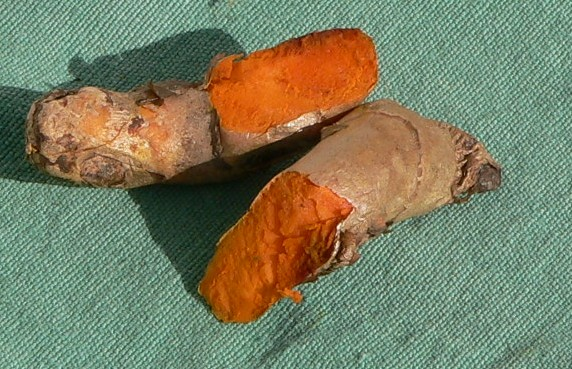
Rizoma.

Los componentes químicos más importantes de la cúrcuma son un grupo de compuestos llamados curcuminoides, que incluyen la curcumina (diferuloilmetano), demetoxicurcumina y bisdemetoxicurcumina. El compuesto mejor estudiado es la curcumina, que constituye 3,14 % (en promedio) de la cúrcuma en polvo. Además hay otros importantes aceites volátiles tales como turmerona, atlantona y zingibereno. Algunos constituyentes generales son azúcares, proteínas y resinas.

## Mecanismo de acción
Los mecanismos antiinflamatorios identificados para la curcumina presente en la cúrcuma incluyen la reducción de la activación del factor nuclear kappa B (NF-kB), la expresión de ciclooxigenasa-2 (COX-2), así como las citocinas proinflamatorias interleucina (IL)-1, IL-6 y la producción del factor de necrosis tumoral alfa (TNF-a).
Por su parte, la actividad antioxidante demostrada por esta planta está relacionada con el aumento de la expresión del receptor gamma activado por el proliferador de peroxisomas (PPAR-g), la modulación de la óxido nítrico sintasa (ONS) y del glutatión, de acuerdo con estudios in vitro.
Asimismo, evidencia proveniente de estudios preclínicos sugieren que los componentes de la cúrcuma poseen acciones antitumorales, incluyendo efectos pro-apoptóticos y antiangiogénicos, así como también efectos en la modulación del ciclo celular, la expresión de factores de crecimiento y en las vías de señalización de transducción.

## Historia
Las propiedades de la cúrcuma se utilizaron por primera vez en la India entre 610 a. C. y 320 a. C. En aquella época se aplicaba como colorante para la lana. A lo largo de la historia se ha empleado para colorear partes del cuerpo, pero su uso más extendido ha sido el de colorante textil. Se emplea para teñir algodón, lana, seda, cuero, papel, lacas, barniz, ceras, tintes, etcétera.[cita requerida]

## Gastronomía

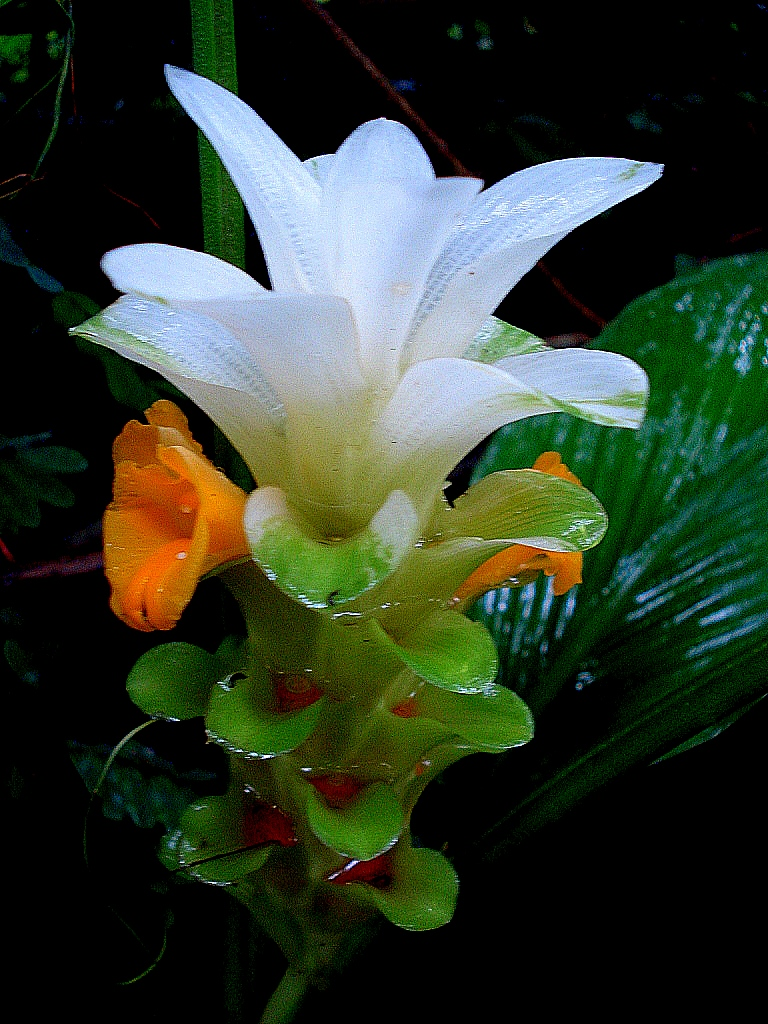
Detalle de la flor.

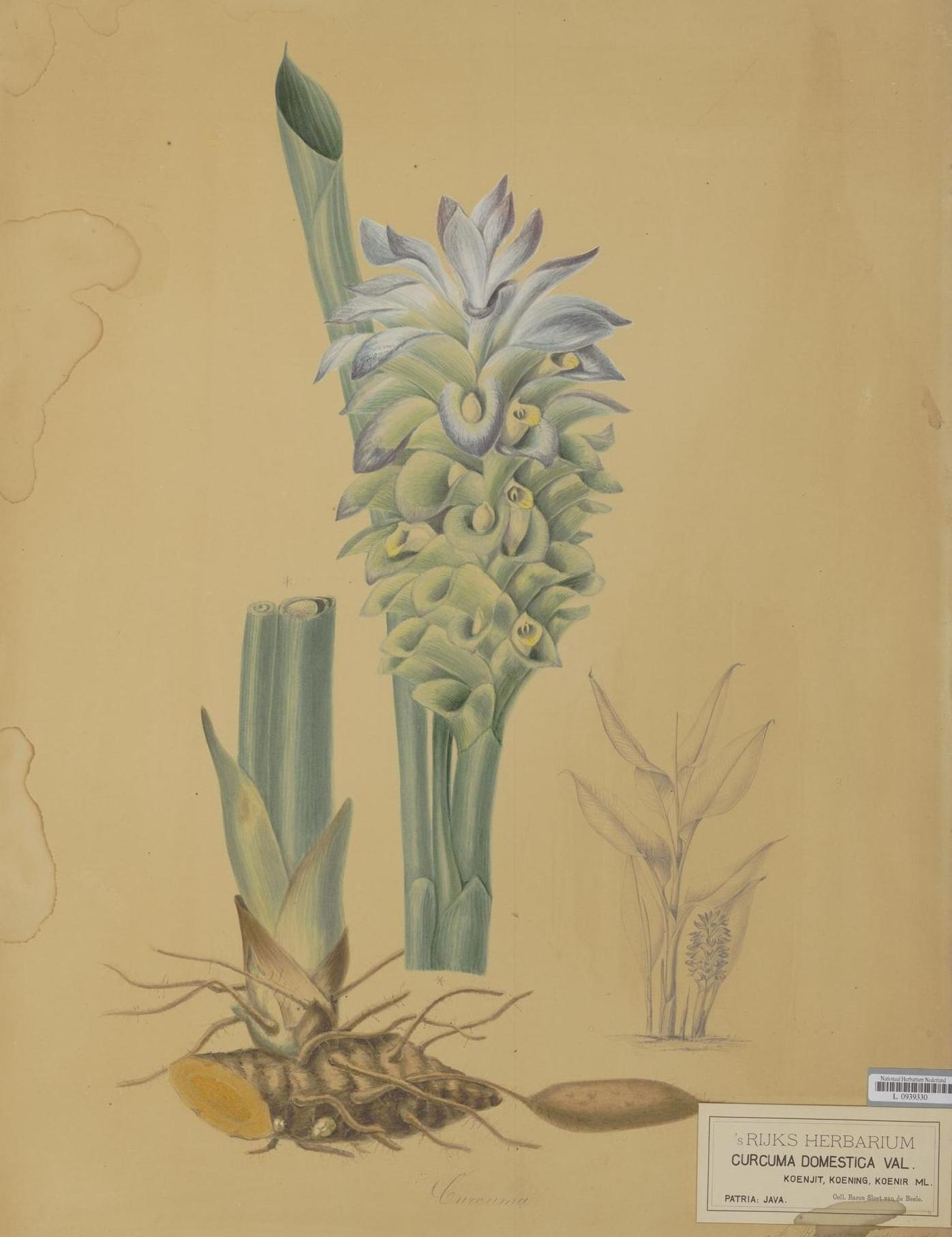
A. Bernecker, Curcuma domestica Valeton, 1865.

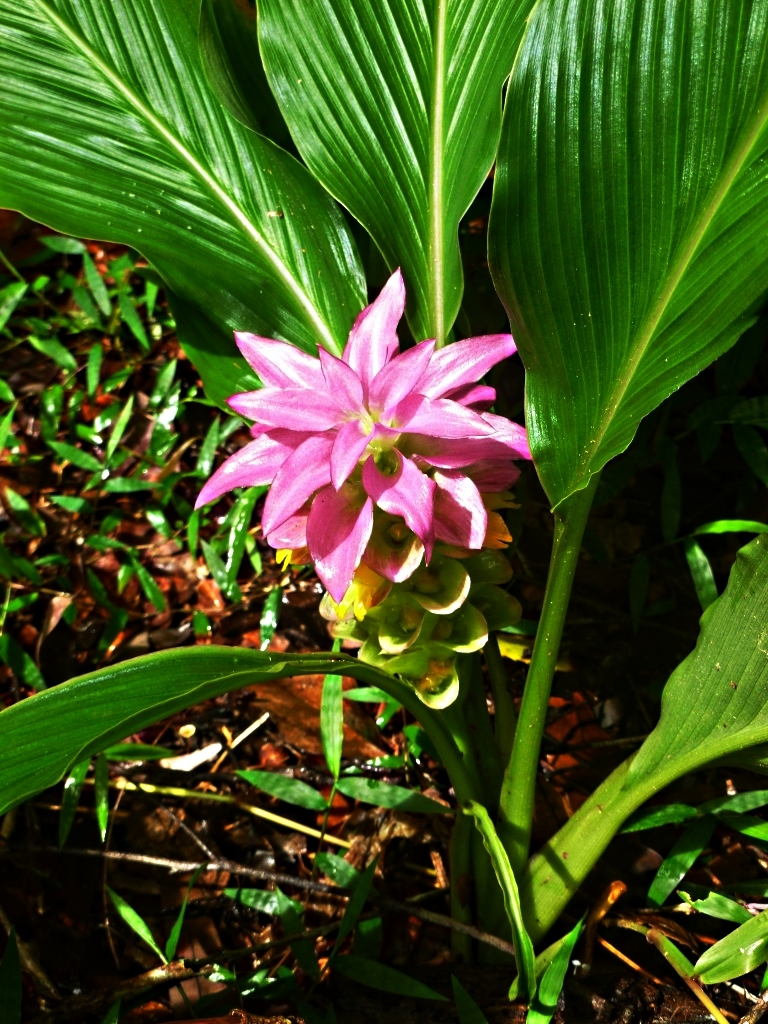
Flor silvestre en Cooktown, Australia.

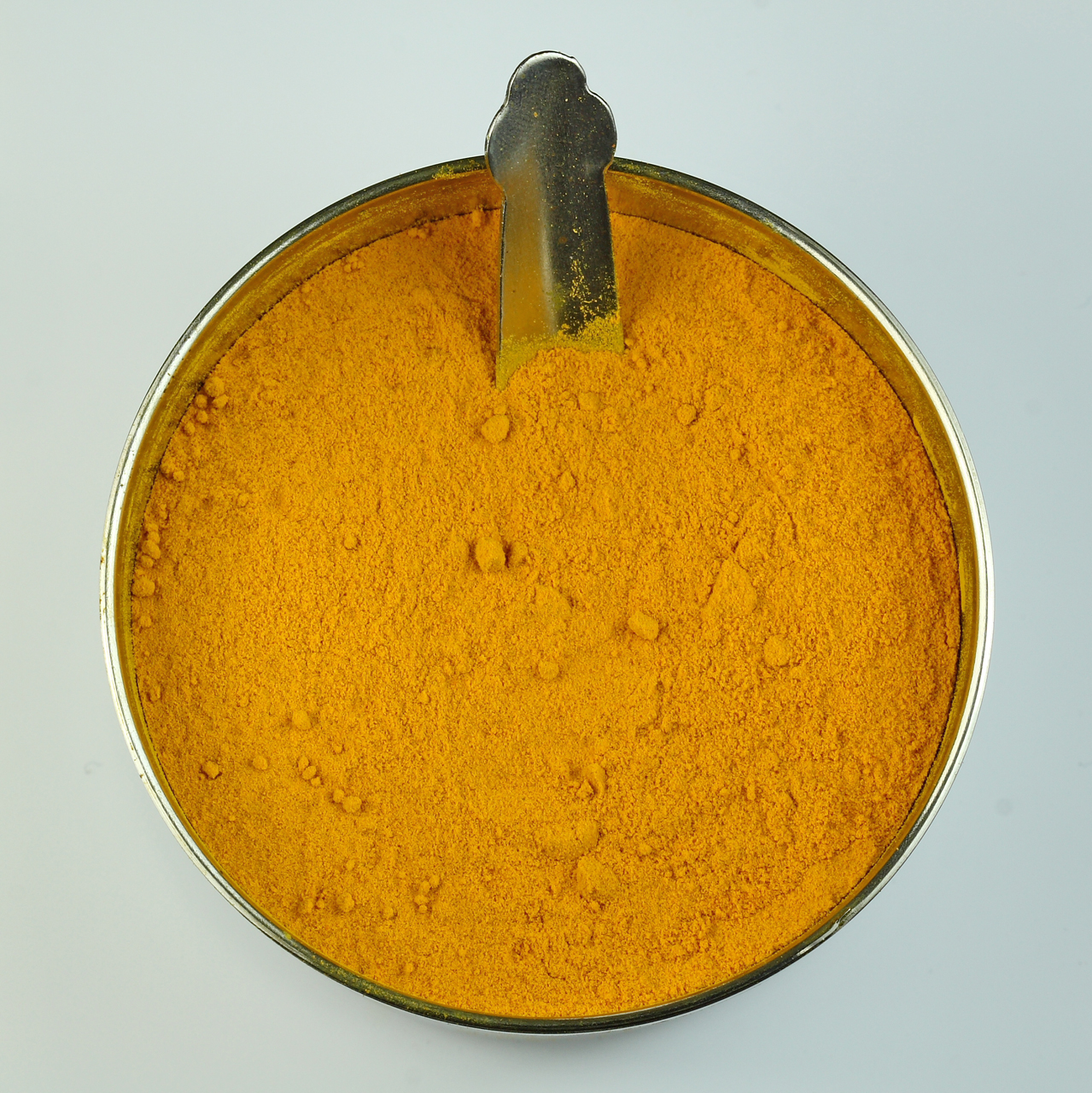
Cúrcuma en polvo.

Es una de las especias más usadas en la gastronomía de la India como colorante alimentario para el arroz, la carne y diversos platos. Actualmente, se comercializa como el aditivo alimentario E100 o cúrcuma. Es el componente que le da el color amarillo intenso característico a la mostaza preparada tipo americano (la usada en perritos calientes, hamburguesas, sándwiches, etcétera). Es un condimento muy utilizado en la cocina tradicional y se comercializa tanto la raíz como el polvo. También se emplea mucho en Okinawa, Japón, donde se sirve junto con el té.[cita requerida]

## Posibles usos medicinales
Se han hecho investigaciones sobre los fitoquímicos contenidos en la cúrcuma en busca de potenciales efectos en enfermedades tales como cáncer, artritis, diabetes y otros desórdenes químicos. Como ejemplo de los resultados de esta investigación básica, la cúrcuma redujo en ratones la gravedad de los daños en los pulmones como consecuencia de enfermedades pancreáticas. Existe información circunstancial que la cúrcuma podría mejorar las condiciones mentales de adultos mayores.
De acuerdo con un informe, se está incrementando la actividad investigadora en la cúrcuma y la curcumina. A fecha de septiembre de 2012, los Institutos Nacionales de Salud de Estados Unidos han registrado setenta y un ensayos clínicos terminados o en proceso para estudiar el uso de curcumina dietética en varios desórdenes clínicos.
Algunos estudios muestran que ciertos compuestos de la cúrcuma tienen propiedades anti-fúngicas y anti-bacterianas, pero la curcumina no es uno de ellos. Sin embargo, se ha demostrado que la curcumina es un potente antioxidante y puede neutralizar radicales libres.
En otro estudio preliminar, se está analizando la curcumina para saber si altera la respuesta a la quimioterapia en pacientes con cáncer de intestino avanzado, tal como demuestra un estudio en laboratorio. Sin embargo, existe evidencia disponible donde se establece que la ingesta oral de curcumina contribuyó positivamente en la reducción de lesiones en cáncer de colon en fumadores.
Asimismo, estudios animales han demostrado que la curcumina podría aumentar los niveles cerebrales de BDNF. La acción de la curcumina también ha sido comparada con el uso de fluoxetina en el tratamiento de la depresión, encontrándose mejoras equiparables entre ambos.
Por otro lado, en un estudio realizado con pacientes con artritis reumatoide, el consumo de curcumina resultó ser más efectivo que los fármacos antiinflamatorios. Además, gracias a su acción terapéutica, la cúrcuma ha sido usada en la medicina tradicional china y ayurvédica en el tratamiento de la artritis.
No obstante, debe añadirse también que, junto a los estudios que respaldan los supuestos beneficios terapéuticos de la curcumina, hay también otros estudios que los ponen en duda.

## Otros usos
La cúrcuma también se utiliza para la formulación de algunos cosméticos.[cita requerida] Se emplea en algunos protectores solares, y las mujeres hindúes la usan como fijador de cabello.[cita requerida] Además, el gobierno tailandés está participando en un proyecto para aislar un compuesto de la cúrcuma llamado tetrahidrocurcuminoide (THC).[cita requerida] El THC es una sustancia incolora que tiene propiedades antioxidantes y puede tratar algunas inflamaciones de la piel. Esto hace que sea uno de los ingredientes de muchos cosméticos.[cita requerida]
Además, un papel impregnado en cúrcuma se emplea en la detección de boro.
La cúrcuma no es de fácil absorción para el organismo humano (2 gramos de cúrcuma no se detectan en el suero tras ser ingerida).

## Biodisponibilidad
Los beneficios terapéuticos de la cúrcuma pueden verse afectados por la baja absorción y solubilidad de la curcumina (uno de sus componentes más estudiados). Esto afecta de manera directa su biodisponibilidad, es decir, la capacidad de la cúrcuma de llegar al tejido diana en la cantidad adecuada y poder ejercer la acción terapéutica deseada.
Buscando mejorar la biodisponibilidad de la curcumina, el principal componente utilizado en complementos alimenticios con fines terapéuticos, diversas empresas farmacéuticas han optado por mezclar la curcumina con otros componentes como la piperina, fosfolípidos, aceites esenciales de cúrcuma, y otros aditivos.

## Taxonomía
Curcuma longa fue descrita por Carlos Linneo y publicado en Species Plantarum 1: 2. 1753.
Sinonimia
- Amomum curcuma Jacq.
- Curcuma brog Valeton
- Curcuma domestica Valeton
- Curcuma euchroma Valeton
- Curcuma ochrorhiza Valeton
- Curcuma soloensis Valeton
- Curcuma tinctoria Guibourt
- Kua domestica Medik
- Stissera curcuma Giseke
- Stissera curcuma Raeusch[37]

## Nombre común
- Polluelo, azafrán cimarrón; yuquilla (Cuba), turmérico, jengibrillo (Puerto Rico), palillo cholón, palillo chuncho, guisador, palillo (Perú, Bolivia).
- Azafrán de la India, cúrcuma de la India, jengibre de dorar.[38]

## Galería

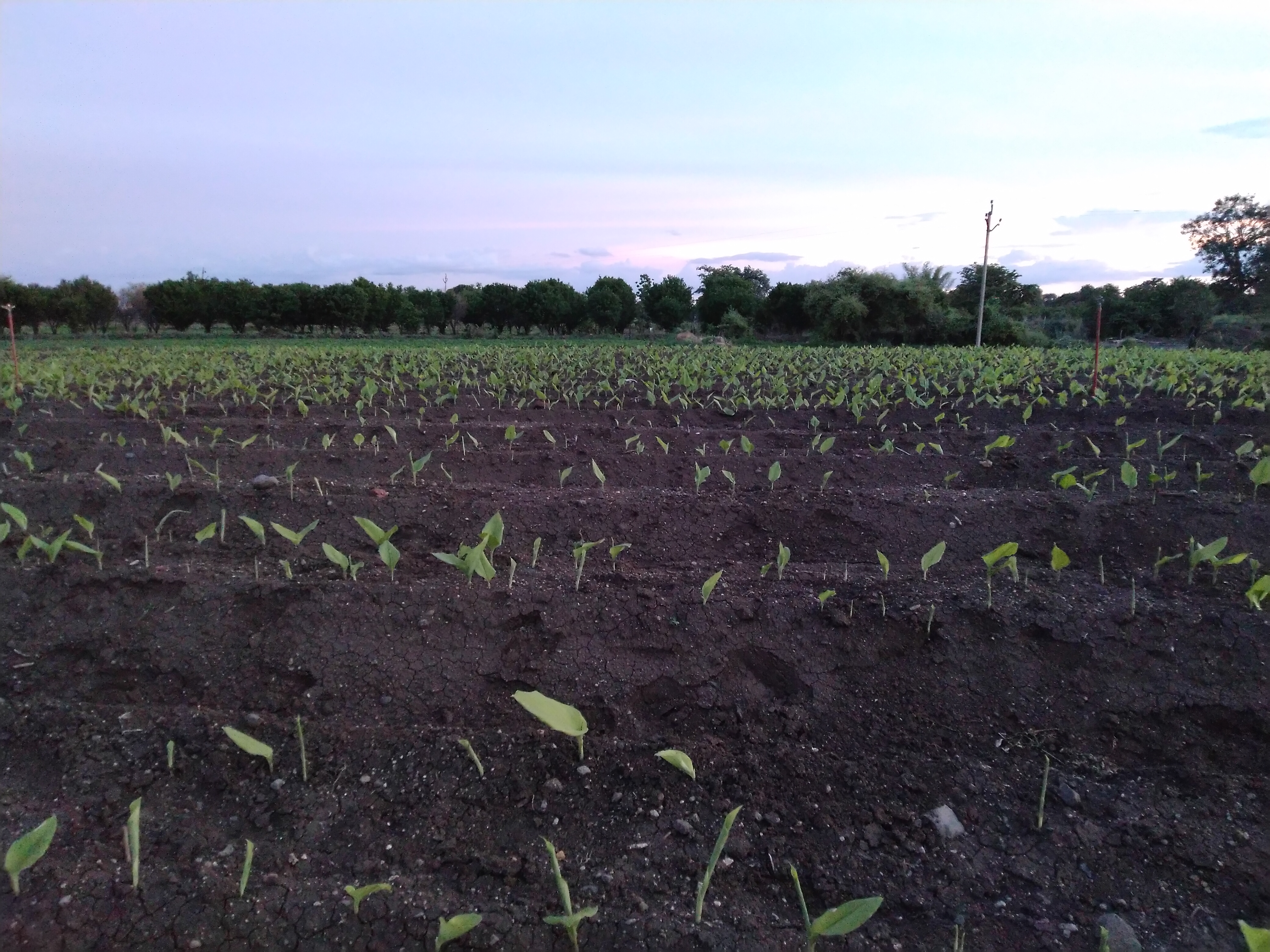
Cultivo de cúrcuma en el Decán, India.
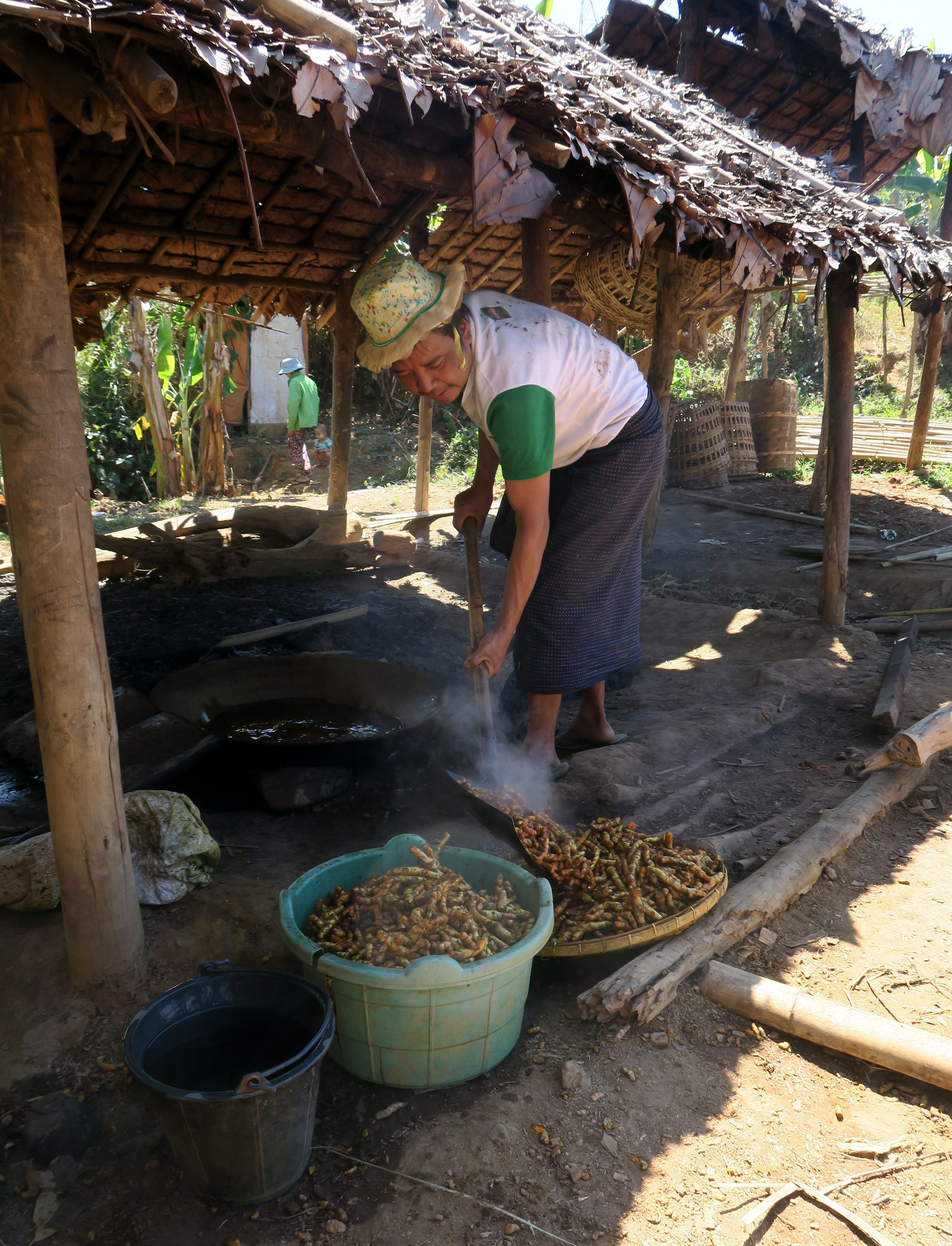
Limpieza de rizomas con agua hirviendo.
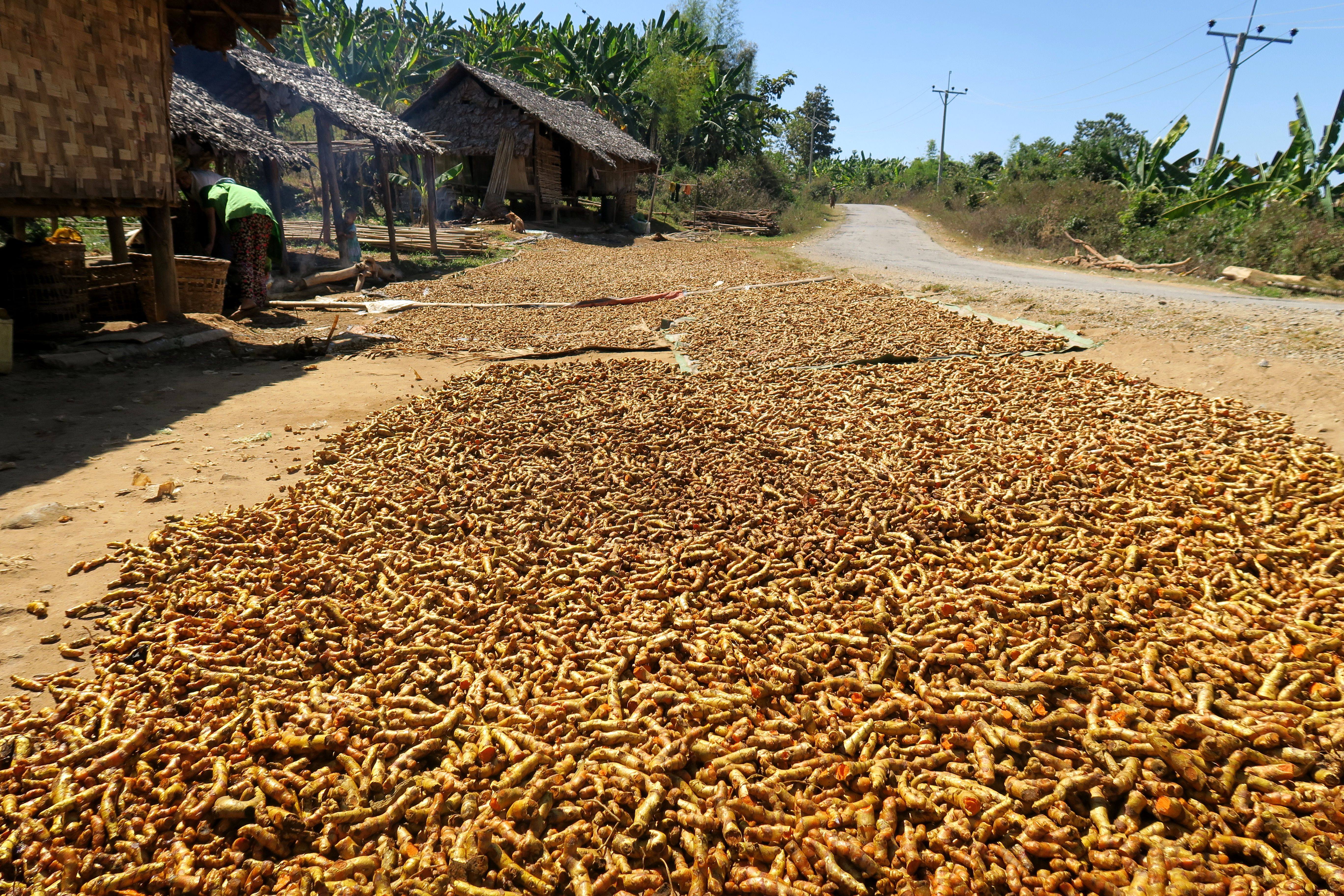
Rizomas secándose al sol en Birmania.
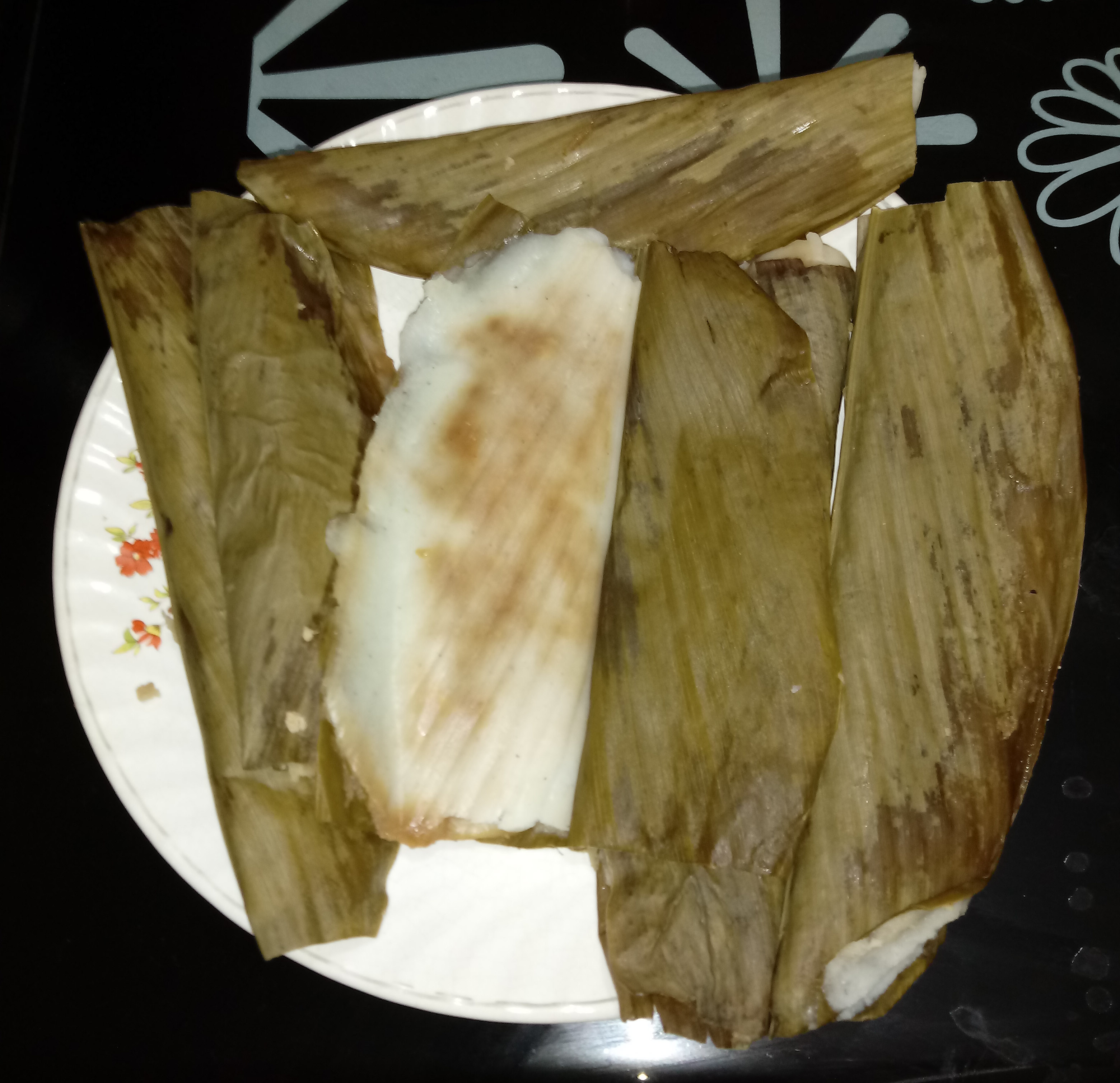
Patoleo, plato indio de arroz, panela y coco rallado hervido y envuelto en hojas de cúrcuma.
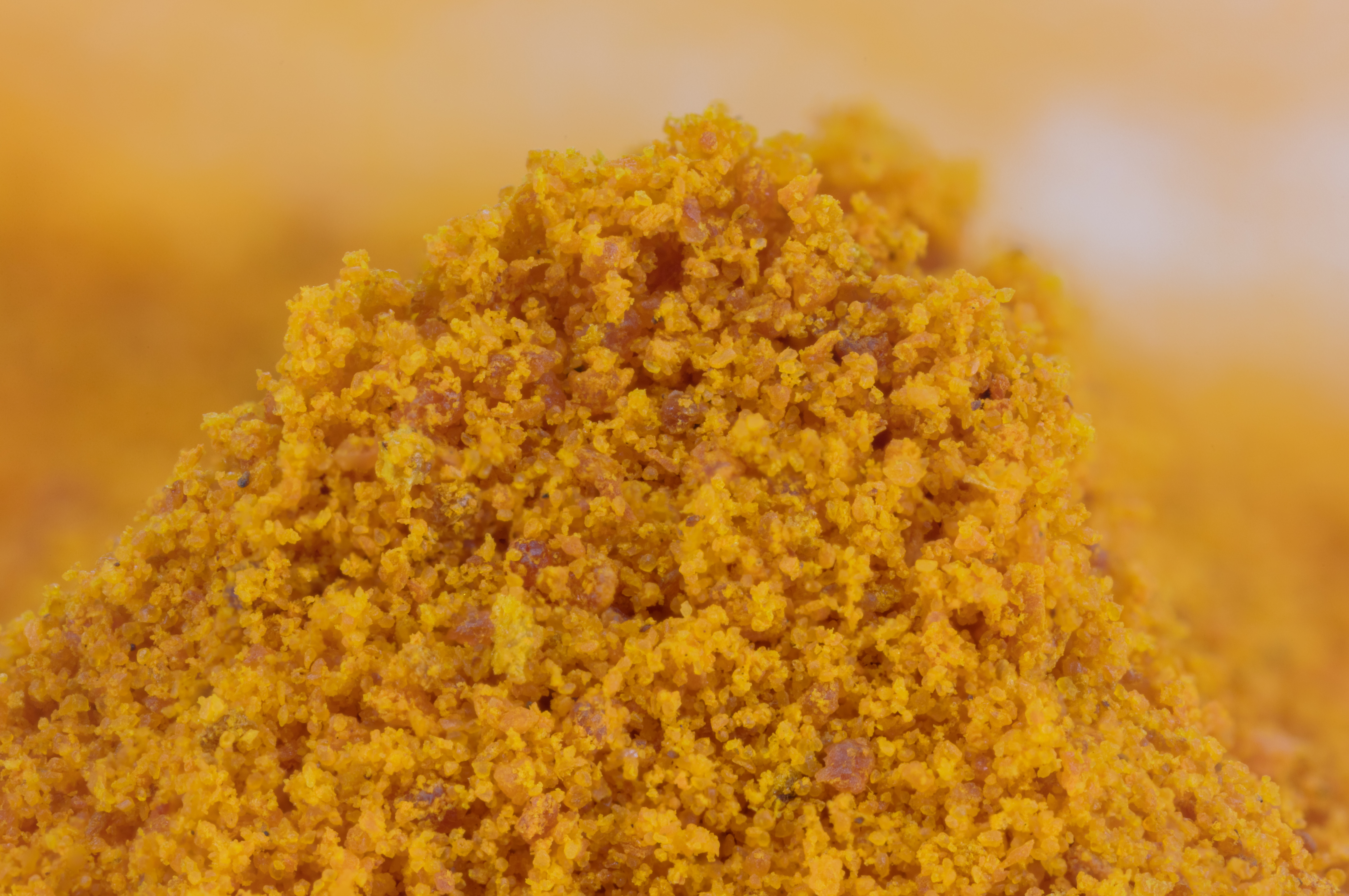
Fotografía macro de cúrcuma molida.